# Ustascha

Emblem der Ustascha: Der Großbuchstabe U für Ustaša, darin eine Granate mit kroatischem Wappenschild mit einem ersten Feld in Silber.

Die Ustascha (vollständig kroatisch Ustaša – Hrvatska revolucionarna organizacijaⓘ, kurz UHRO; d. h. Der Aufständische – Kroatische revolutionäre Organisation) war ein im Jahr 1930 gegründeter ultranationalistisch-terroristischer Geheimbund, der für ein von Jugoslawien unabhängiges Großkroatien kämpfte und sich zu einer faschistischen Bewegung entwickelte. Die Ustascha errichtete in dem von 1941 bis 1945 bestehenden Unabhängigen Staat Kroatien, der sich de jure im Wesentlichen auf das Gebiet des heutigen Kroatien sowie Bosnien und Herzegowina erstreckte, eine totalitäre Diktatur, die für den Völkermord an Serben, Juden und Roma sowie die Ermordung zahlreicher politischer Oppositioneller und Regimegegner verantwortlich war. Dies sowie ihre zügellose Tyrannei stießen bei einem zunehmend großen Teil der Bevölkerung auf Ablehnung.
Die Ustascha wurde als Reaktion auf die 1929 errichtete jugoslawische Königsdiktatur von Alexander I. (1888–1934) durch Ante Pavelić (1889–1959) gegründet und geführt. Der Name Ustaša (Plural Ustašeⓘ) für das einzelne Mitglied wie für die gesamte Organisation wurde in Erinnerung an den bewaffneten Aufstand von Rakovica unter Eugen Kvaternik gewählt, mit dem 1871 ein von Österreich-Ungarn unabhängiges Kroatien erkämpft werden sollte. Die Struktur und Rituale der im Exil in Italien gegründeten Ustascha waren zunächst vergleichbar mit denen anderer national-terroristischer Geheimbünde in Südosteuropa, wie der serbischen Schwarzen Hand oder der bulgarisch-makedonischen IMRO. Nach dem misslungenen Velebiter Aufstand im Jahr 1932 gelang der Ustascha, gemeinsam mit der IMRO, im Jahr 1934 das Selbstmordattentat auf den jugoslawischen König Alexander I. Bis die Ustascha im April 1941 durch Unterstützung der Achsenmächte unerwartet die Macht in einem neugegründeten Vasallenstaat übernehmen konnte, befanden sich ihre Stützpunkte und Ausbildungslager, in denen zuletzt bis zu 300 Personen untergebracht waren, vor allem in Ungarn und Italien. Die Ustascha entwickelte sich nie zu einer Massenbewegung, sondern wurde in den 1930er-Jahren von höchstens 10 % der Bevölkerung unterstützt. Trotz einer anfänglich breiten Schicht von Sympathisanten und Opportunisten betrug die Zahl der formell aufgenommenen Mitglieder in der Heimat und im Exil bis 1941 vermutlich nie mehr als 3000 bis 4000, maximal 10.000, die sich aus Studenten, Professoren, Schriftstellern, Juristen, ehemaligen k. u. k. Offizieren, Mitgliedern katholischer Vereinigungen und Angehörigen sozialer Randgruppen rekrutierten.

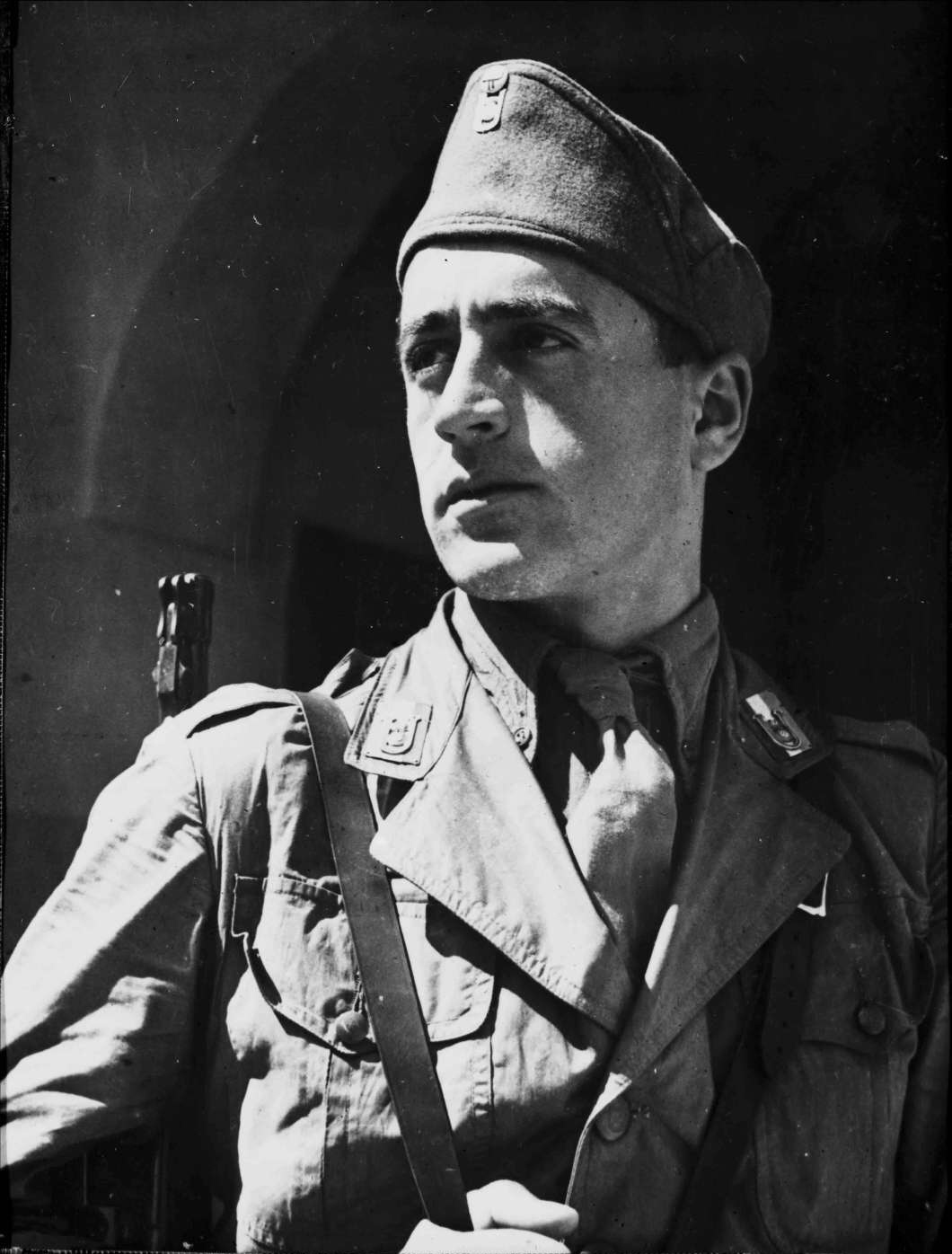
Ustascha-Milizionär der Leibgarde des Staatsführers Ante Pavelić (s. Kragenspiegel). Der Uniformrock aus italienischer Produktion lässt vermuten, dass er Pavelić bereits bei dessen Rückkehr aus dem Exil begleitete (Oktober 1942).

Da der Katholizismus wesentliches Abgrenzungsmerkmal der Kroaten gegenüber anderen Ethnien war, wurde dieser von der Ustascha entsprechend instrumentalisiert. Das Verhältnis der katholischen Kirche zur Ustascha war ambivalent. Viele katholische Geistliche sympathisierten mit der grundlegenden Idee eines kroatischen Staates. Die nationalistisch eingestellten Kleriker kooperierten mit der Ustascha, waren jedoch die Minderheit, und einige Geistliche protestierten gegen deren Verbrechen.
Aufgrund der Instrumentalisierung der Religion durch die Ustascha und der Beteiligung von Vertretern des katholischen Klerus bei Aufbau, Organisation und Führung des faschistischen Ustascha-Regimes wird die Ustascha-Diktatur von einigen Historikern dem Klerikalfaschismus zugeordnet.

## Vorgeschichte
Nach dem Ende des Ersten Weltkrieges mit dem Zusammenbruch der Österreichisch-Ungarischen Monarchie vereinigten sich dessen südlich gelegene Staaten (Slowenien, Kroatien und Bosnien und Herzegowina) zusammen mit Serbien zum Königreich der Serben, Kroaten und Slowenen, dem späteren Königreich Jugoslawien. Die Ustascha-Bewegung bildete sich aus Gruppierungen, die in den 1920er Jahren den rechten Rand der kroatischen Opposition gegen die zentralistische und serbisch-hegemoniale Staatsordnung des Königreiches gebildet hatte.
Deren wichtigste war die Hrvatska stranka prava, die aus dem rechten, strikt antijugoslawischen Flügel der gleichnamigen älteren Partei entstanden war. Zu den führenden Mitgliedern dieser Partei gehörte zu jener Zeit auch der spätere Ustascha-Führer und Jurist Ante Pavelić. Größeren Einfluss konnten diese und ähnliche Gruppierungen jedoch zunächst nicht erlangen. Die dominierende politische Kraft in Kroatien war und blieb zu dieser Zeit die Kroatische Bauernpartei unter Führung von Stjepan Radić.

## Entstehung, Gründung

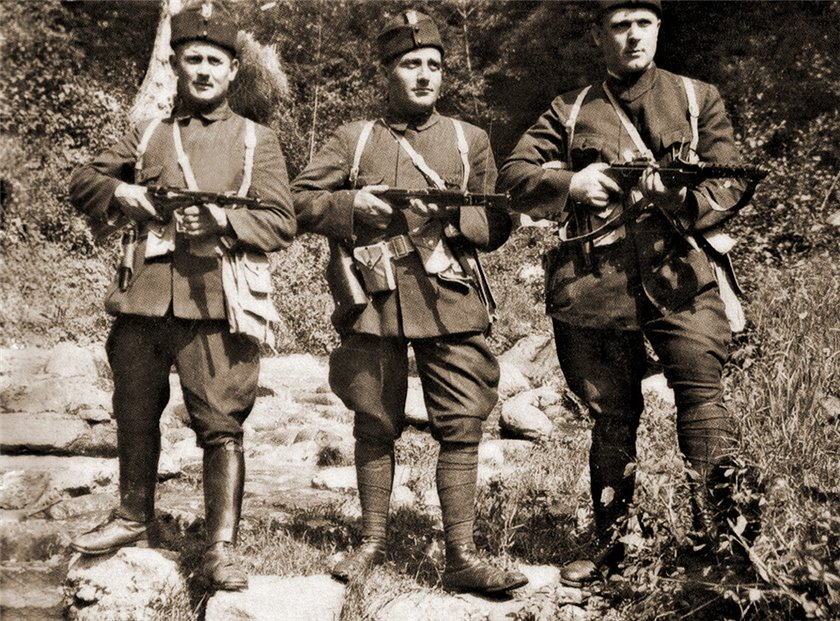
Mijo Babić, der spätere Königsmörder Wlado Tschernosemski und Mittäter Zvonimir Pospišil (v. l. n. r.) bei der militärischen Ausbildung im Ustascha-Lager Janka Puszta südlich von Nagykanizsa, Ungarn (um 1934)

Ende Oktober 1928 gründete Ante Pavelić die illegale Vorläuferorganisation Hrvatski domobran (Der kroatische Verteidiger). Er konnte sich dabei auf antijugoslawische, revanchistische und irredentistische Kräfte in Italien, Ungarn und Bulgarien stützen, außerdem auf legitimistische Kreise in Österreich und die revanchistische Bewegung in Deutschland verlassen. Während einer Staatskrise, die auf die Ermordung des kroatischen Demokraten Stjepan Radić in Belgrad durch Puniša Račić folgte, führte König Alexander I. am 6. Januar 1929 einen Staatsstreich durch. Er löste das Parlament auf, suspendierte die Verfassung von 1921 und proklamierte eine Königsdiktatur, die auch die bisherigen nationalen Symbole verbot. Einen Tag später emigrierte Pavelić nach Italien, wo er Emigranten der Ustascha-Bewegung um sich sammelte und sie zu einer Terrororganisation formte. In Zentren und Camps in Ungarn, Italien und Österreich wurden die Anhänger für terroristische und subversive Aktionen trainiert. Im Asyl schrieb Pavelić ein Programm der Ustascha, die „Statuten“ (1932) und die „Prinzipien“, 1941 erweitert.
Die Ustascha verstand sich als kroatische Unabhängigkeitsbewegung gegen die serbische Hegemonie in Jugoslawien und für die Entwicklung zu einem Großkroatien unter dem Einschluss von Bosnien, Herzegowina und Syrmien. Die serbische Bevölkerung sollte zügig eliminiert werden. Die Ustascha entwickelte sich zu einer faschistischen Bewegung, die sich an den Vorbildern Mussolini und Hitler orientierte. In den Jahren 1929 bis 1934 wurde sie vom faschistischen Regime Mussolinis aktiv unterstützt, um den Staat Jugoslawien, welcher einer italienischen Vorherrschaft an der Adria und auf dem Balkan im Wege stand, zu destabilisieren.
Obwohl ihre Anhänger in Jugoslawien nicht sehr zahlreich waren, unterwanderten sie die Kroatische Bauernpartei und unternahmen intensive Anstrengungen, um deren rechtsgerichtete und separatistische Kräfte auszubauen. Einige ihrer geheimen Basen im Land waren katholische Konvente und Seminare. Die Regierung reagierte auf die Aktivitäten der Ustascha mit der gewaltsamen Unterdrückung jedes potentiellen Widerstandes. Dabei wurden auch mehrere nicht an den terroristischen Aktivitäten beteiligte Oppositionelle, unter anderem Milan Šufflay, von Agenten des jugoslawischen Geheimdienstes ermordet, was internationale Proteste nach sich zog.

## Zielsetzung

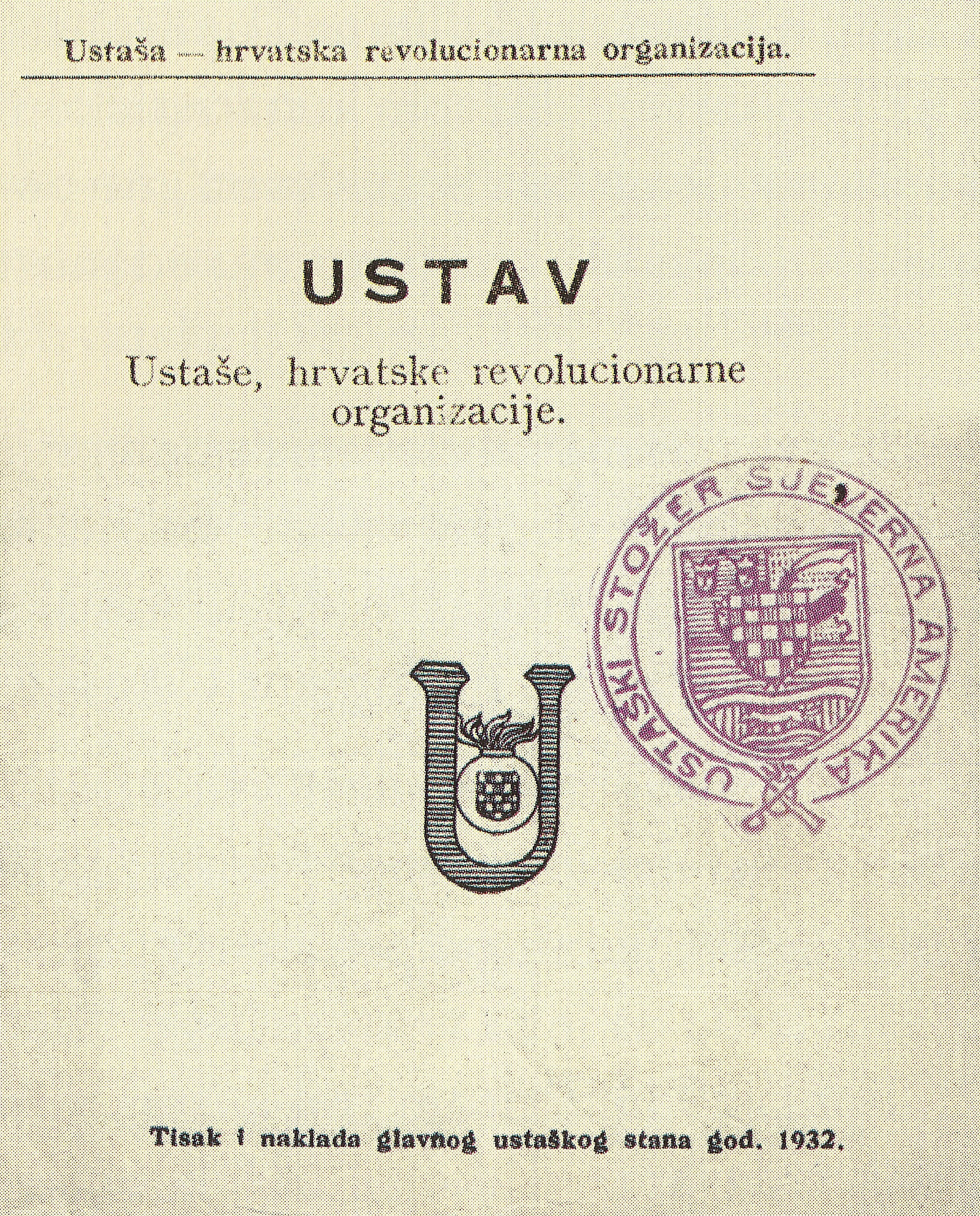
Ustascha-„Verfassung“ vom 7. Januar 1929 (Druck: 1932)

Das selbstgesetzte Ziel der Ustascha war „die Wiederherstellung des freien und unabhängigen kroatischen Staates auf dem gesamten historischen und ethnisch geschlossenen Gebiet des kroatischen Volkes.“ Dieses Ziel war „mit allen Mitteln, ja sogar im bewaffneten Aufstand zu erreichen“.
Unter dem „Gebiet des kroatischen Volkes“ wurde folgendes verstanden:

„Tatsächlich besteht Kroatien nicht nur aus dem kleinen Gebiet des bis 1918 autonomen Banal-Kroatiens (mit Slawonien und Syrmien) […], sondern aus allen seinen historischen Bestandteilen: Banal-Kroatien, Dalmatien und Bosnien-Herzegowina.“

Nach der Verwirklichung des Zieles wollte „die Ustaschen-Bewegung mit allen Mitteln die staatliche Selbstständigkeit und die völkische Besonderheit des kroatischen Volkes schützen und dafür kämpfen, dass im kroatischen Staate nur das kroatische Volk herrscht, dass es der Alleinherrscher über alle materiellen und geistigen Güter in seinem Land bleibt, das fortschrittlich und gerecht, im Geiste der Ustaschen-Prinzipien gelenkt wird.“
Als Gegner dieser Zielsetzung und als Feinde sah die Ustascha:
- die serbische Staatsgewalt
- die internationale Freimaurerei
- das Judentum
- den Kommunismus.[17]

## Organisation
Die Organisation der Ustascha gliederte sich in
- „Roj“, die Ustascha in einem Ort
- „Tabor“, alle Roj auf dem Gebiet der Gemeinde
- „Logor“, alle Tabor eines Bezirkes
- „Stožer“, alle Logor auf dem Gebiet einer Gespanschaft

Weiterhin gab es für die gesamte Studentenschaft ein „Hochschulstožer“, das unmittelbar dem Hauptquartier unterstand.
Vor dem Jahr 1941 gab es im Exil neunzehn „Stožer“ auf dem Gebiet des vorgesehenen „Großkroatiens“. Aufgrund der zahlreichen Auslandskroaten, gab es zudem drei „Stožer“ in Europa sowie Nord- und Südamerika.
Über allem stand das „Hauptquartier der Ustaschen, das jede Tätigkeit, welche sich auf die gesamte Bewegung und den Freiheitskampf bezieht, leitet.“ Das Hauptquartier bestand aus dem Rat der Doglavniks und aus dem Adjutantenstab. Die höchstens zwölf Doglavniks und die Hauptadjutanten ernannte und enthob der Poglavnik.

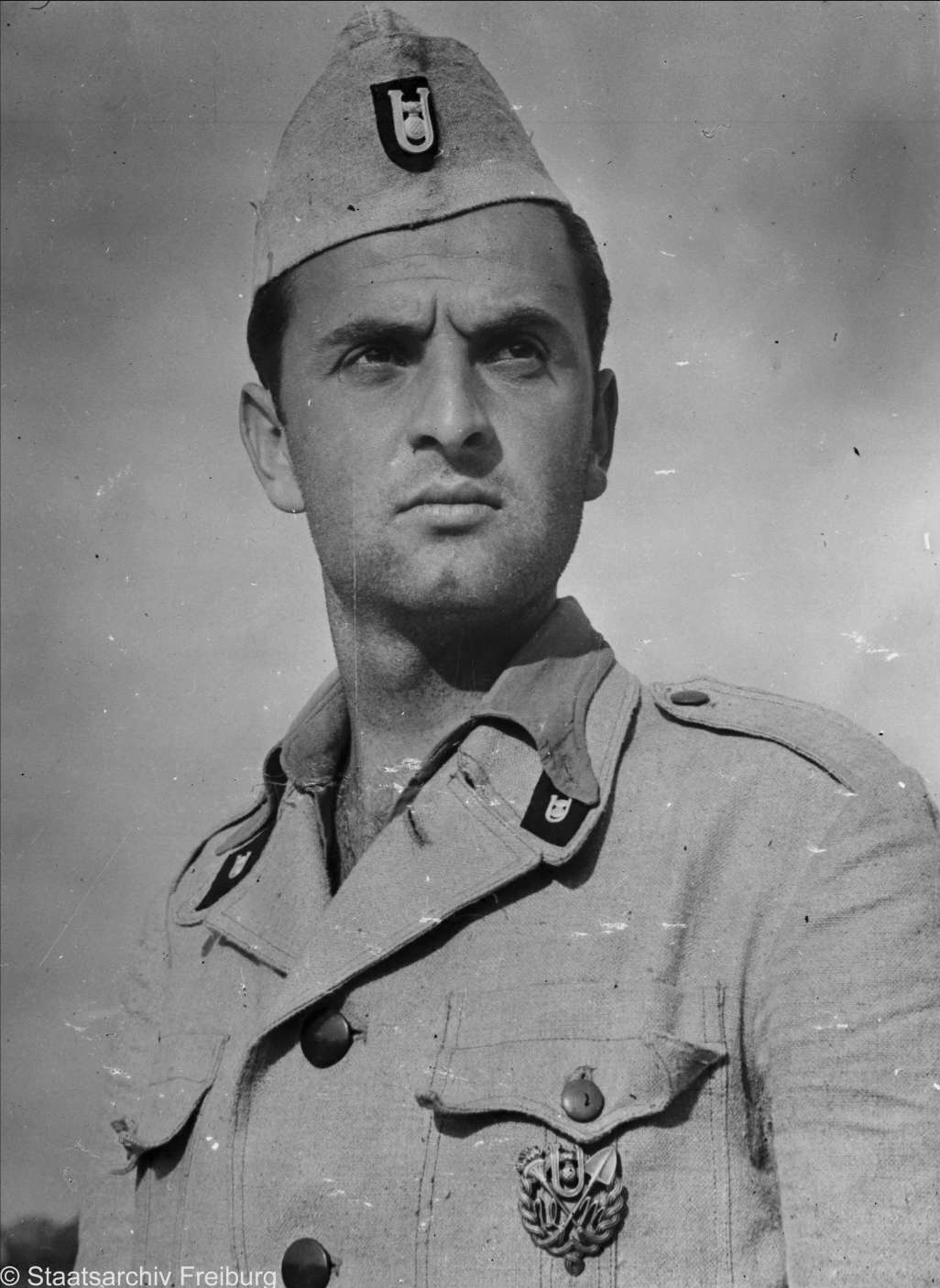
Ustascha-Arbeitsdienst-Mann mit dem Gedenkabzeichen für Verdienste um Aufbau und Ausbildung der Ustaška mladež (UM) auf der Brusttasche (Oktober 1942)

Nach Bildung des Unabhängigen Staates Kroatien wurde nach dem Vorbild der Hitlerjugend die Ustaška mladež (Ustascha-Jugend) gebildet. Deren Untergruppen waren Ustaška uzdanica (Ustascha-Hoffnung) für Grundschüler vom 7. bis 11. Lebensjahr, Ustaški junaci bzw. junakinje (Ustascha-Helden) vom 11. bis 15. Lebensjahr sowie die Ustaška Starčević mladež (Ustascha-Starčević-Jugend) vom 15. bis 21. Lebensjahr.
Ustascha konnte jeder Kroate werden, der „für den Ustaschen-Kampf fähig und den Ustaschen-Prinzipien […] ergeben ist.“ Die Pflichten eines Ustascha waren die Ablegung des Ustaschen-Eides und die unerlässliche Ausführung aller Arbeit, aller Pflichten, aller Befehle und Bestimmungen sowie ein unbeirrbares Verantwortungsgefühl.
Der Eid war vor einem Kruzifix, einem Messer und einer Pistole abzulegen und lautete:

„Ich schwöre bei Gott dem Allmächtigen und allem, was mir heilig ist, daß ich mich an die Prinzipien der Ustaschen halten, alle Vorschriften befolgen und alle Befehle des Poglavnik ausführen werde, daß ich jedes mir anvertraute Geheimnis aufs strengste bewahren und niemandem etwas verraten werde. Ich schwöre, daß ich in den Reihen der Ustaschen für die Selbstständigkeit des Staates Kroatien kämpfen und alles tun werde, was der Poglavnik mir befiehlt.
Ich schwöre, daß ich die einmal erkämpfte kroatische Selbstständigkeit und die kroatische völkische Freiheit in den Reihen der Ustaschen schützen und bewahren werde.
Wenn ich mich, der vollen Verantwortung für meine Taten und Unterlassungen bewußt, gegen diesen Schwur vergehe, habe ich nach den Regeln der Ustaschen mit dem Tode bestraft zu werden. So wahr mir Gott helfe! Amen!“

## Symbole

### Emblem

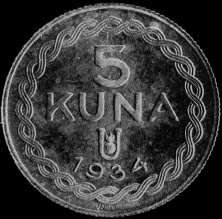
5-Kuna-Probemünze mit dem Emblem der Ustascha (1934)

Das Emblem der Ustascha war der blaue Großbuchstabe „U“ mit Serifen, der eine silberfarbene, rot flammende Granate beinhaltet. Auf der Granate war zudem das historische rot-silbern geschachte Wappenschild Kroatiens, mit einem ersten silbernen Feld, abgebildet. Die Farbgebung des Emblems spiegelte die kroatischen Nationalfarben rot-weiß-blau wider.
Das „U“ stand für die Initiale des Wortes Ustaša. Die Granate sollte den kämpferisch-revolutionären und elitären Charakter unterstreichen; entlehnt den revolutionären Traditionen Italiens und Frankreichs. Dort war die Granate zunächst Symbol der Grenadiere (im 17. und 18. Jahrhundert eine Eliteeinheit der Infanterie) und findet noch heute bei Militäreinheiten Verwendung (z. B. Carabinieri, Fremdenlegion). Die Variante des historischen kroatischen Wappenschildes mit einem ersten silbernen Feld wurde vermutlich gewählt, um es von dem im königlich-jugoslawischen Wappen enthaltenen kroatischen Wappen mit einem ersten roten Feld abzugrenzen.
Die erste schematische Verwendung des Ustascha-Emblems findet sich im Logo der Organisationszeitung „Ustaša: Vijesnik hrvatskih revolucionaraca“ vom Mai 1930. Die erstmalige Darstellung des grafisch ausgereiften Emblems findet sich im Jahr 1932 ebenfalls im Logo der Zeitung „Ustaša“ und vor allem auf dem Titelblatt der „Verfassung der Ustaschen-Bewegung“.
Im Jahr 1934 gab das Ustascha-Hauptquartier im Exil eine 5-Kuna-Probemünze sowie zwei in Bergamo gedruckte Briefmarken heraus, die ebenfalls genau dieses Emblem der Ustascha zeigen.
Nach der Zerschlagung Jugoslawiens überschritt eine etwa 300 Mann starke bewaffnete Ustascha-Miliz, mit diesem Emblem an der Uniformmütze von Italien aus die Grenze und paradierten in Zagreb vor Pavelić.

Wappen des Unabhängigen Staates Kroatien, bestehend aus dem historischen Wappenschild Kroatiens überhöht vom U der Ustascha

Der Unabhängige Staat Kroatien benutzte als Staatssymbol das historische Wappen Kroatiens mit dem darübergestellten Großbuchstaben „U“ im Kroatischen Flechtwerk. Bei diesem Staatswappen hatte man das „U“ bewusst in den Hintergrund treten lassen, das heißt verkleinert über das Wappen gesetzt, um der Mehrheit der Bevölkerung, die keine Ustaschen waren, sich aber als Kroaten verstanden, die Identifikation mit dem Staat zu erleichtern.
Die älteste bekannte Darstellung des kroatischen Wappens in Innsbruck ist aus dem Jahr 1495. Aufgrund der Verwendung durch die Ustascha wird heute das historische kroatische Wappen mit einem ersten silbernen Feld als Ausweis einer rechtsradikalen politischen Orientierung verwendet und wahrgenommen.
Viele Sympathisanten der Ustascha und ihrer Ideologie verwenden heute häufig auch stark vereinfachte Varianten des Emblems bzw. des Staatswappens (z. B. ein „U“ mit Wappen, ein „U“ mit Kreuz usw.).
Die staatliche Jugendorganisation Ustaška mladež hatte ein eigenes Symbol, das in unterschiedlichen farblichen Varianten verwendet wurde.

### Grußformel
Die Grußformel der Ustascha lautete Za dom spremni (Für die Heimat bereit) und wurde spätestens ab der Annäherung an das faschistische Italien und das nationalsozialistische Deutschland mit erhobenem rechten Arm ausgesprochen. Es findet sich auf parteiinternen und auch auf staatlichen Schriftstücken als abschließende Grußformel (z. B. bei Ordensverleihungen).

### Hymne
Die Hymne der Ustascha (kroatisch Ustaška Himna) mit dem Titel „Puška puca“ wurde von Ante Pavelić selbst getextet und im Stil eines Marschliedes vertont.
| Kroatischer Originaltext                                                              | Literarische Übersetzung                                                                                   |
| ------------------------------------------------------------------------------------- | --- |
| Puška puca a top rice, grmi kao grom, sad Ustaša bojak bije za hrvatski dom.          | Schüsse krachen und Geschütze donnern schicksalsschwer. Nun erkämpft Kroatiens Freiheit der Ustasche Heer. |
| Puška puca, krv se lije, dušman bježi klet, a ustaška hrabra vojska vrši zavjet svet. | Schüsse krachen, Wunden brennen, und der Erbfeind flieht. Der Ustasche Waffentreue wird zum Heldenlied.    |
| Tjera smjelo dušmanina, s praga djedovskog, i podiže staru slavu roda hrvatskog.      | Sie verjagen alle Horden aus der Väter Land. Altkroatiens Banner flattern in der Kämpfer Hand.             |
| Ne plaši ga grom pušaka ni topova jek, dom, sloboda, vjerna ljuba, rani su mu lijek.  | Der Ustascha stürmt verwegen, Sieg ist sein Gebot. Freiheitsliebe, Heimatglaube lindern Todesnot.          |
| Puška puca a top rice, barut miriše, mlad Ustaša na bojištu ranjen izdiše.            | Kugeln pfeifen, dräuend wogen Qualm und Pulverdampf; Ein Ustascha, fast noch Knabe, fällt im Männerkampf.  |
| Oj hrvatska zemljo mila, sviće danak tvoj, sad Ustaška hrabra vojska za te bije boj.  | O, Kroatien, teure Heimat, war die Nacht auch schwer. Tapfer ficht im Freiheitsmorgen der Ustasche Heer.   |

## Einordnung der Ideologie
Die Ustascha war ihrer Konzeption nach ein autoritäres und totalitäres Regime und wird grundsätzlich als faschistisch charakterisiert. Jedoch gibt es einige Merkmale, die sich vom Faschismus unterscheiden, obwohl viele Mittel und Merkmale mit diesem übereinstimmen. Die Ustascha bediente sich ideologisch an Elementen der damals modernen Staatssysteme des italienischen Faschismus und des Nationalsozialismus. Diese Elemente umfassten auch den Antisemitismus, Antikommunismus und Rassismus. Jedoch waren die Staatssysteme in Italien und Deutschland auch eine politisch-soziale Antwort auf innerstaatliche Probleme im jeweiligen Land. Die Ustascha jedoch hatte zunächst keinen Staat und kein Sozialprogramm. Der Kern ihrer Ideologie konzentrierte sich auf die Schaffung eines kroatischen Nationalstaates. Damit verbunden war eine starke Antipathie gegen die serbische Bevölkerung und den serbisch dominierten Staat Jugoslawien. So wurde das ideologische Fundament der Ustascha-Bewegung aus Serbenhass, Antikommunismus und Antisemitismus gebildet.
In jüngerer Zeit überwiegt unter Forschern des Faschismus die Tendenz, die Ustascha als faschistische Bewegung einzustufen. Dies deckt sich auch mit ihrem Selbstbild als faschistische Bewegung. Darüber hinaus sind Klassifizierungen wie klerikal- und halbfaschistisch verbreitet. Stanley Payne bezeichnet die Ustascha-Bewegung in ihren ersten Jahren als eine Terroristen- und Aufständischenorganisation, welche allenfalls protofaschistisch war und von Pavelić erst ab 1936 zu einer offenen faschistischen und antisemitischen Position geführt wurde. Allerdings zweifelt Payne daran, ob sie je über den Status von Protofaschisten hinauskamen:

„Das mörderische Wesen der Ustaši qualifizierte sie nicht für eine Einstufung als generische Faschisten, denn bei der großen Mehrheit der Bewegungen und Regimes dieses Jahrhunderts, die in erheblichem Umfang Morde begangen haben, handelte es sich entweder um Marxisten-Leninisten oder um nichtfaschistische Nationalisten. Ihre entsetzliche Besonderheit war es, dass sie die Führer des einzigen Regimes im besetzen Europa wurden, das es in puncto Massenmord mit den Nazis aufnehmen konnte.“

Auch Ladislaus Hory und Martin Broszat halten es für angebracht, die Ustascha-Bewegung wegen ihres weniger ideologischen Charakters als „präfaschistisch“ oder „halbfaschistisch“ zu bezeichnen, so unbefriedigend diese Begriffe bleiben. Dieser Ansicht schließt sich auch Arnd Bauerkämper an.
Die Ustascha haben sich nie zu einer Massenbewegung entwickelt wie die Entsprechungen in Deutschland und Italien, sondern wurden in den 30er Jahren von höchstens 10 % der Bevölkerung unterstützt und trotz einer anfänglich breiten Schicht von Sympathisanten und Opportunisten dürfte die Zahl der vereidigten Mitglieder bis 1941 nie 3000–4000 Personen überschritten haben. Ihre zügellose Willkürherrschaft und ihr ethnischer Vernichtungsfeldzug gegen Serben und Juden stießen bei einem zunehmend großen Teil der Bevölkerung auf Ablehnung. Die historischen Wurzeln sind vor allem bei Ante Starčević zu finden, der ein vehementer Befürworter der kroatischen Unabhängigkeit war, was sich zum Beispiel im wesentlichen Teil des Ustaschaschwurs widerspiegelt. Da auch Religion bzw. die katholische Konfession wesentliches Abgrenzungsmerkmal gegenüber den Serben war, wurde diese von der Ustaschabewegung entsprechend instrumentalisiert.

## Attentat auf Alexander I.
Nach dem Velebiter Aufstand 1932 war der vorläufige Höhepunkt der Ustascha-Aktivitäten die, gemeinsam in enger Kooperation mit mazedonischen Nationalisten der IMRO, durchgeführte Ermordung des jugoslawischen Königs Alexander I. und des französischen Außenministers Louis Barthou durch Wlado Tschernosemski in Marseille im Jahre 1934.
Nachdem die Täterschaft bekannt geworden war und zu einer Krise in den französisch-italienischen Beziehungen geführt hatte, wurde Pavelić von Mussolini unter Hausarrest gestellt und gezwungen, seine Terrorkampagne vorläufig einzustellen. Die Ustascha verlagerte daraufhin den Schwerpunkt ihrer Aktivitäten auf den Aufbau von Unterstützergruppen unter kroatischen Emigranten und wartete eine Gelegenheit ab, mit deutscher oder italienischer Hilfe die Macht zu ergreifen.
Am Vorabend des Zweiten Weltkrieges etablierten die Ustascha eine „Ustaschaarmee“ mit mehreren Hundert ihrer Anhänger in der Toskana. Sie begab sich zur italienisch-jugoslawischen Grenze. Eine deutsche Ustascha-Gruppe hatte in Österreich eine „Kroatische Legion“ aufgestellt, während sie ihre antijugoslawische Propaganda intensivierte.

## Zweiter Weltkrieg

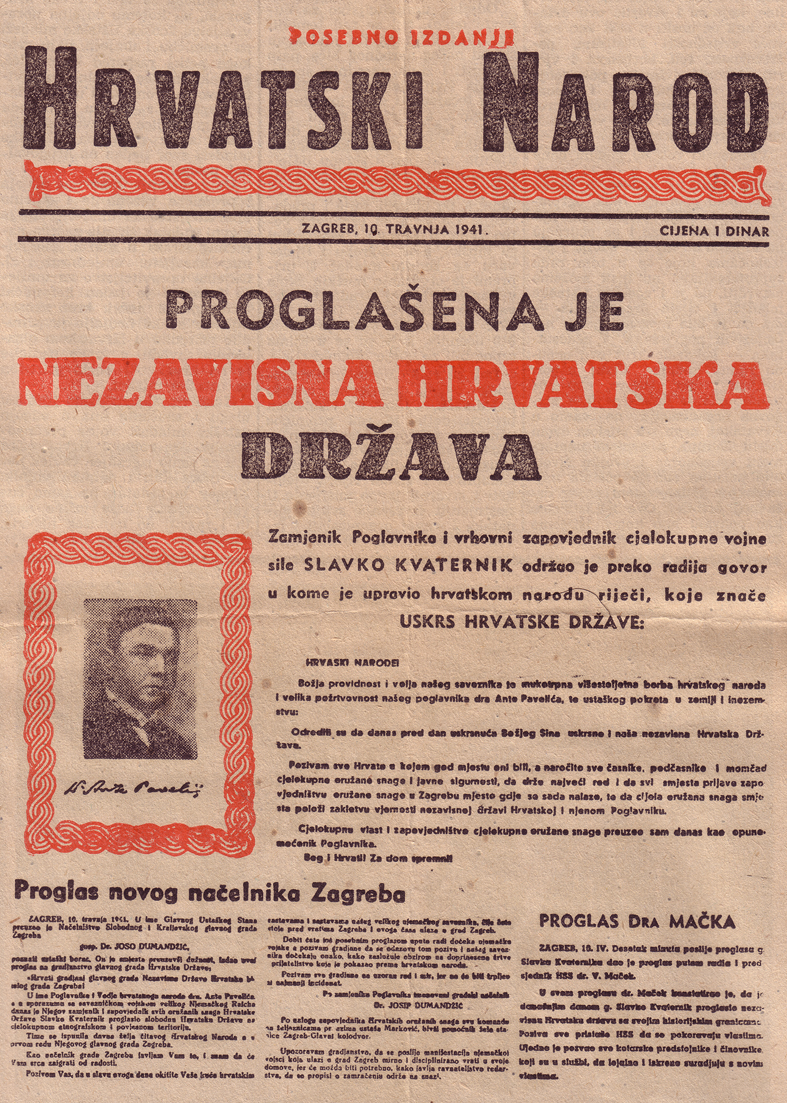
Titelblatt der Sonderausgabe des Hrvatski Narod, dem publizistischen Organ der Ustascha, vom 10. April 1941 mit der Schlagzeile: „Proklamation des unabhängigen kroatischen Staates“

Der Balkanfeldzug mit dem Angriff der Achsenmächte führte zwischen dem 6. und 17. April 1941 zur Besetzung und Zerschlagung Jugoslawiens durch deutsche, italienische, ungarische und bulgarische Truppen. Am 10. April proklamierte Oberst Slavko Kvaternik vor der vollständigen Besetzung unter dem Schutz und mit der Unterstützung der deutschen Nationalsozialisten den Unabhängigen Staat Kroatien (kroat.: Nezavisna Država Hrvatska). Hitler bot zuerst dem Führer der Kroatischen Bauernpartei, Maček, die Führung des Staates an, der lehnte dieses Angebot ab. Am 15. April übernahm Ante Pavelić die Macht.
Der Ustascha-Staat blieb bis 1945 ein treuer Verbündeter des Deutschen Reiches und entsandte auch Truppen zur Unterstützung des deutschen Feldzuges gegen die Sowjetunion. Militärisch war er jedoch hauptsächlich mit dem Kampf gegen die von Tito angeführten Partisanen und gegen die Tschetniks (Serbische Nationalmonarchistische Bewegung) beschäftigt.

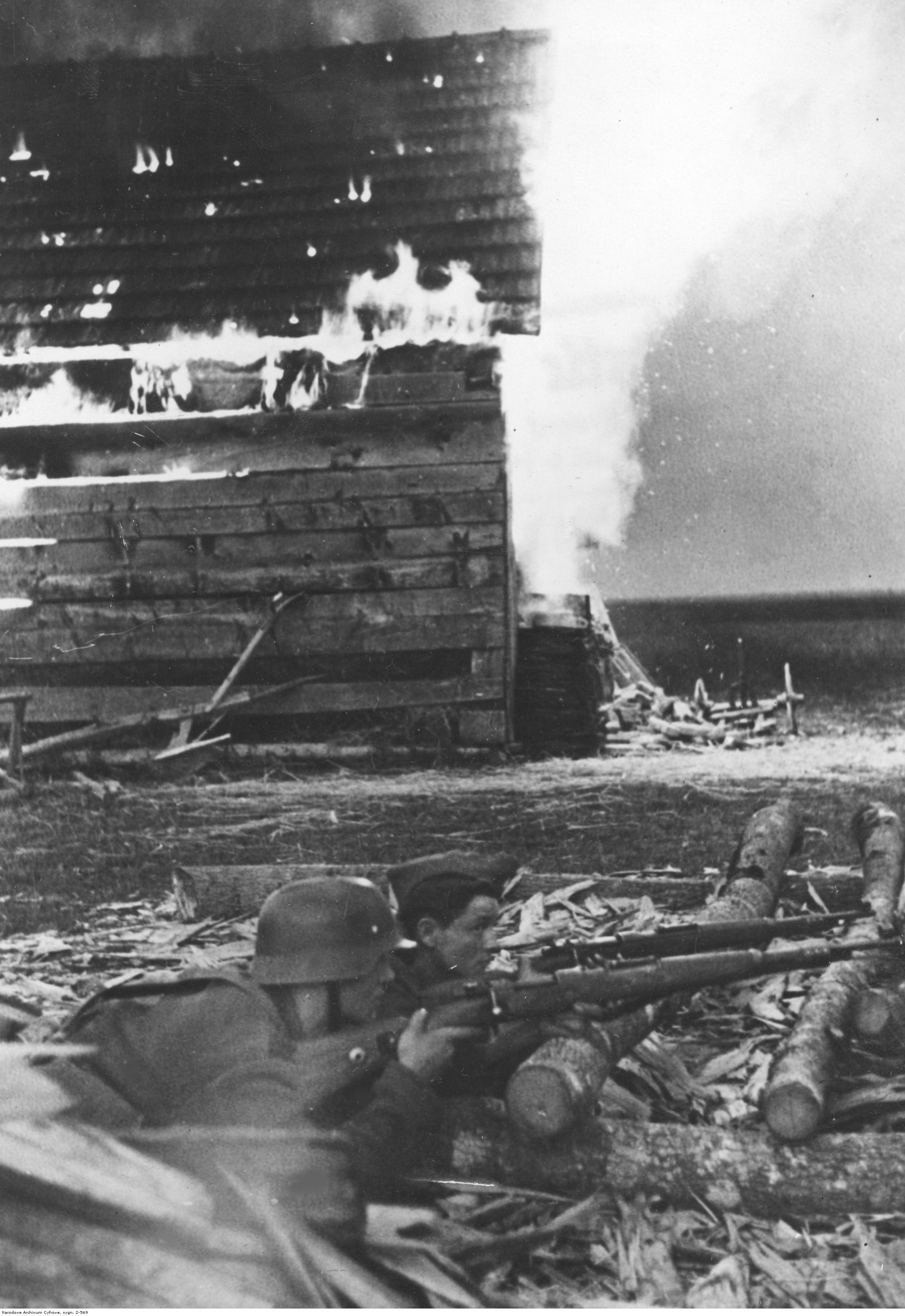
Kroatische Soldaten im Kampf gegen jugoslawische Partisanen: Zwei Schützen haben Stellung inmitten landwirtschaftlicher Gebäude bezogen (Oktober 1944). Ihre Uniformierung lässt auf Angehörige der Ustascha-Miliz schließen.

Der NDH-Innenminister Mladen Lorković und der Verteidigungsminister Ante Vokić nahmen in den Jahren 1943/1944 Kontakt zu den Alliierten auf und versuchten den Sturz des Pavelić-Regimes herbeizuführen. Dieser Putschversuch wurde jedoch entdeckt, die Beteiligten verhaftet und im Sommer 1944 hingerichtet.
Die bekannteste Einheit der Ustascha war die Schwarze Legion (Crna Legija) unter dem Kommando von Oberst Jure Francetić.

### Staatsordnung des „Unabhängigen Staates Kroatien“
Das Territorium des Unabhängigen Staates Kroatien umfasste auch ganz Bosnien-Herzegowina und Syrmien, die von der Ustascha als „historisch-kroatische Länder“ beansprucht wurden; große Teile des von Kroaten und Serben bewohnten Dalmatiens mit knapp 380.000 Menschen, den Gorski Kotar musste er hingegen an das irredentistische Italien, das Medjimurje an Ungarn abtreten. Nach dem Sturz Mussolinis am 3. September 1943 gliederte Pavelić die an Italien gegangenen Gebiete in den Unabhängigen Staat Kroatien ein.

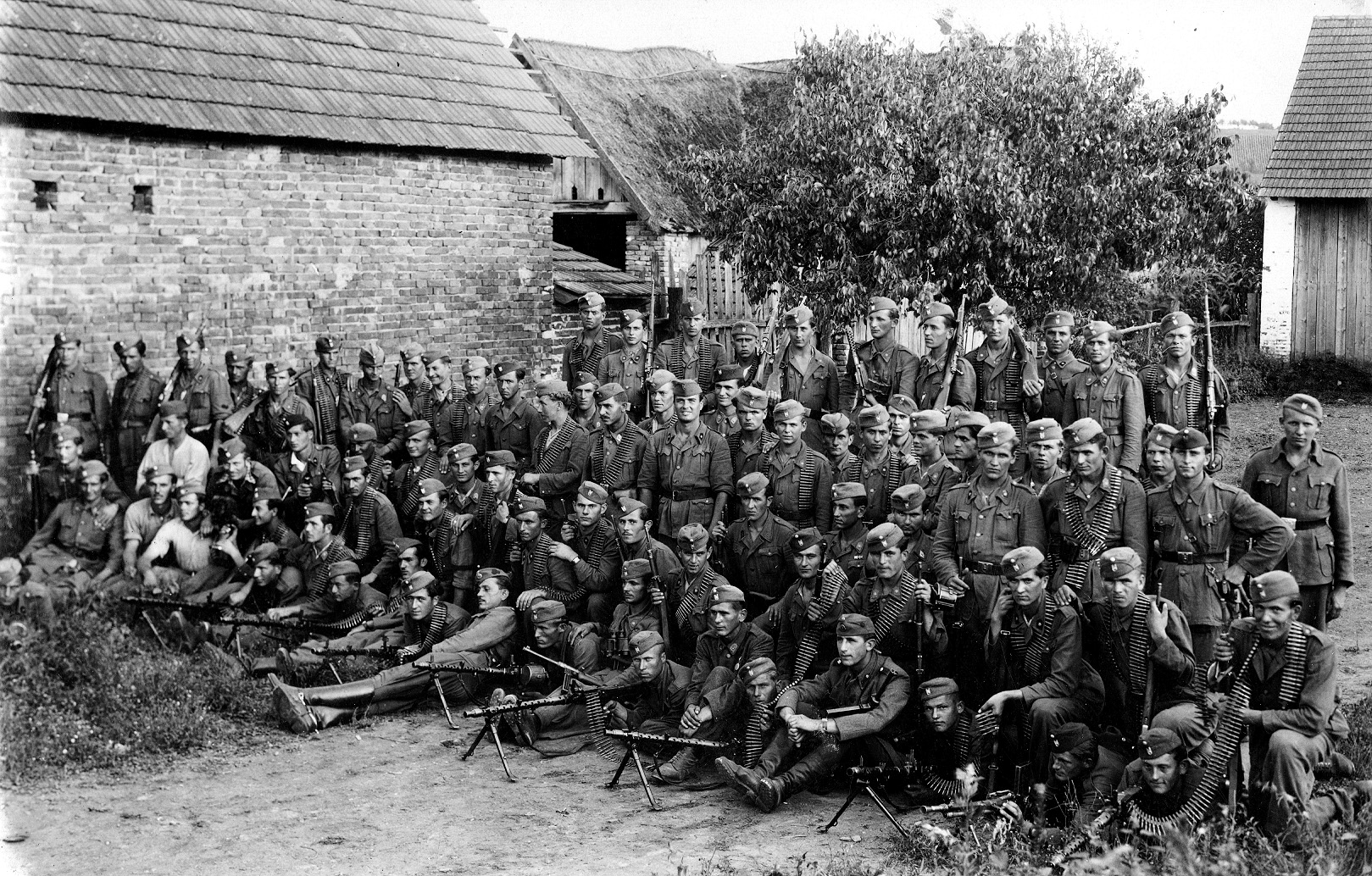
Soldaten der Leibwachen-Brigade des Poglavnik (Poglavnikov tjelesni sdrug), einer Eliteeinheit der Ustascha-Miliz (Ustaška vojnica)

Der Unabhängige Staat Kroatien wurde als Führerstaat nach dem Vorbild seiner faschistischen Verbündeten organisiert. Pavelić übernahm unter dem Titel Poglavnik (wörtlich so viel wie Oberhaupt) die Rolle des Führers, die Ustascha-Bewegung (Ustaški pokret) wurde zur Einheitspartei und parallel zur Aufstellung einer auf Wehrpflicht basierenden regulären Armee (an deren politischer Verlässlichkeit Zweifel bestanden) wurde nach dem Vorbild der SS die Ustascha-Miliz (Ustaška vojnica) als Prätorianergarde des Regimes gebildet.
Demokratische Wahlen, die das Ustaša-Regime durch das kroatische Volk legitimiert hätten, wurden nicht abgehalten.
Deutsche und italienische Besatzungstruppen blieben auf seinem Gebiet präsent und operierten oft auch ohne Rücksicht auf die „Staatsorgane“ des offiziell unabhängigen Marionettenstaates. Die Enttäuschung über die Ustascha in der Bevölkerung war sehr groß und der Rückhalt nahm schon nach wenigen Monaten rapide ab. Auch der Erzbischof von Zagreb, Alojzije Stepinac, distanzierte sich zunehmend von der Pavelić-Regierung und kritisierte verschiedentlich deren Vorgehen gegen die Minderheiten.

### Völkermord
Die Rassengesetze des Unabhängigen Staates Kroatien wurden nach dem Vorbild der Nürnberger Gesetze erlassen. Sie richteten sich vorwiegend gegen Serben, aber auch gegen Juden und Roma, die kollektiv zu Feinden des kroatischen Volkes erklärt wurden.
Serben, Juden, Roma und kroatische Antifaschisten wurden in Konzentrationslagern, deren größtes das KZ Jasenovac war, eingesperrt und vor allem von der Ustascha-Miliz auf zumeist brutalste Weise ermordet. Die zahlenmäßig stärkste Gruppe unter den Opfern stellten dabei die Serben dar. Der deutsche Historiker Holm Sundhaussen dazu: „Wie Hitler ein ‚judenfreies‘ Europa anstrebte, so strebte Pavelić ein ‚serbenfreies‘ Kroatien an.“ Berichten zufolge waren bereits in den ersten 4 Monaten der Ustascha-Herrschaft ca. 200.000 Serben ermordet und 104.000 in das deutsche Besatzungsgebiet nach Serbien deportiert worden.
Bei dem angeblichen Zitat, welches die Vorgehensweise der Ustascha zur Zielerreichung eines serbenfreien Kroatiens beschreiben soll,  

„Ein Drittel der Serben werden wir töten, ein anderes Drittel deportieren und das letzte Drittel werden wir in die Arme der römisch-katholischen Religion zwingen und sie so zu Kroaten machen“

welches meist dem Minister des Ustasche-Regimes Mile Budak, aber auch Mirko Puk und Milovan Žanić zugeschrieben wird, handelt es sich jedoch um serbische Kriegspropaganda. Orthodoxe Geistliche spielten diese angeblichen Äußerungen den deutschen Dienststellen zu, sodass sie ohne schriftlichen Nachweis in Dokumente deutscher Herkunft übernommen wurden. Zu diesem und dem weiteren angeblichen Zitat Srbe na vrbe (Hängt die Serben an die Weidenbäume!) sagte Budak:

„Es wird gesagt, ich hätte das erfunden und propagiert. Das ist jedoch eine alte österreichische Parole aus dem Ersten Weltkrieg, und nicht meine! Genauso ist es die Unwahrheit, das ich der Autor bin der Parole: Ein Drittel abschlachten, ein Drittel vertreiben!“

Wie viele Menschen diesem Völkermord zum Opfer fielen, ist bis heute umstritten. Die Angaben variieren von mehr als 300.000 bis zu 750.000 ermordeten Menschen, zumeist vertreten von kroatischen bzw. serbischen Historikern. In der westlichen Forschung wird die Zahl der Serben, welche den Ustascha zum Opfer fielen, auf 330.000 bis 390.000 geschätzt. Die Forschungen von Bogoljub Kočović (Žrtve Drugog svjetskog rata u Jugoslaviji. London 1985) und Vladimir Žerjavić (Gubitci stanovništva Jugoslavije u drugom svjetskom ratu. Zagreb 1987) zur Zahl der Opfer des Zweiten Weltkrieges in Jugoslawien ergeben übereinstimmend, dass ca. 290.000 der 1,9 Millionen Serben sowie die große Mehrheit der 30.000 bis 40.000 Juden und der 25.000 bis 40.000 Roma, die zu Kriegsbeginn auf dem Einflussgebiet der Ustascha lebten, ihr zum Opfer fielen, davon zwischen 60.000 und 100.000 im KZ Jasenovac. Beide Zahlenangaben sind derzeit in der Öffentlichkeit im Umlauf und werden von Dokumentationszentren zitiert. So gibt das Simon-Wiesenthal-Zentrum die Zahl der Menschen, die im KZ Jasenovac ermordet worden sind, mit etwa 85.000 an, das staatliche United States Holocaust Memorial Museum in Washington hingegen mit zwischen 77.000 und 97.000. Andererseits gibt das Simon-Wiesenthal-Zentrum die Gesamtopferzahl von ca. 600.000 Menschen unter der Ustascha an, während das United States Holocaust Memorial Museum von ca. 400.000 spricht, wobei sich das Simon-Wiesenthal-Zentrum auf die Angaben des kommunistischen Jugoslawiens stützt.

### Muslime

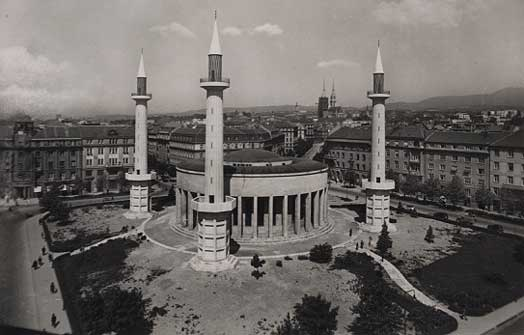
1941 wurde das Heim kroatischer bildender Künstler in Zagreb zur Moschee umgebaut. Die um den Pavillon errichteten drei Minarette wurden 1947 wieder abgerissen und ein Revolutionsmuseum eingerichtet.

Die Bosniaken (Bosnier mit hauptsächlich muslimischem Religionsbekenntnis) wurden von der Ustascha zu „Kroaten muslimischer Konfession“ erklärt und offiziell mit denjenigen katholischer Konfession gleichgestellt und ebenso wie die katholischen Kroaten zum Wehrdienst in der Armee herangezogen. Parallel dazu wurden unter deutscher Anleitung jedoch auch eigene aus Bosniaken bestehende Divisionen wie die 13. Waffen-Gebirgs-Division der SS „Handschar“ aufgestellt.

### Resonanz in Deutschland
Die Illustrirte Zeitung Leipzig 1941, 98. Jahrgang (2. Halbjahr) feierte in einer Schwerpunkt-Ausgabe die Machtergreifung der Ustascha mit deutscher Hilfe. Sie gibt eine Erklärung des Poglavnik (Pavelić) wieder:

„Der unabhängige Staat Kroatien wird nach den Grundsätzen der Ustaschen-Bewegung aufgebaut. Ihre Prinzipien stehen in allen wichtigen nationalen und staatlichen Fragen in vollkommenem Einklang mit der nationalsozialistischen Ideologie, angewandt auf den sozialen Charakter der breiten kroatischen Volksschichten, besonders des kroatischen Bauerntums. Rasse, unbeschränkte Staatsautorität, gelenkte Wirtschaft zwecks größter Produktion, besonders der landwirtschaftlichen Erzeugung, soldatischer Geist im Sinne der traditionellen Eigenschaften des Volkes, die Arbeit als Grundlage jeden Wertes, Verantwortungsbewußtsein und Pflichtgefühl jedes Einzelnen: das sind die Prinzipien, die im Ustaschen-Kroatien überall zu regieren beginnen. Ein solches Kroatien tritt in die neue Ordnung ein, um ein würdiger und nützlicher Mitarbeiter des Großdeutschen Reiches unter dem Führer Adolf Hitler im Krieg und Frieden zu sein.“

## Nach dem Zweiten Weltkrieg
Nach dem Sieg der jugoslawischen Partisanen flohen gegen Ende des Zweiten Weltkrieges im Mai 1945 zahlreiche Angehörige der Ustascha, darunter die Führung um Ante Pavelić, ins Ausland. Dabei wurden viele Ustascha, welche sich während des Krieges Verbrechen schuldig gemacht haben, bei ihrer Flucht von der kroatischen römisch-katholischen Kirche unterstützt. Diese half ihnen unterzutauchen, schmuggelte sie aus dem Lande und unterstützte durch die Nutzung der Verbindungen des Vatikans deren Flucht nach Spanien, Südamerika und auch einige arabische Staaten.
Unmittelbar nach Kriegsende ergaben sich kroatische Zivilisten, Reste der Ustascha und der regulären Armee (Domobrani) sowie jugoslawische Verbände, die der neuen Regierung ein Dorn im Auge waren, den Briten nahe Bleiburg (slowenisch Pliberk) in Österreich. Diese wurden jedoch an die Tito-Partisanen ausgeliefert. Unangefochtene Zahlen gibt es auch hier nicht. Der Großteil von ihnen wurde kurz nach der Gefangennahme erschossen, in monatelangen Todesmärschen oder in Lagern ermordet. Dieses und vergleichbares Vorgehen der Tito-Partisanen von anderen Orten aus wurde unter der Sammelbezeichnung Massaker von Bleiburg bekannt.
Der größte Teil der Führung der Ustascha um Pavelić hatte sich jedoch schon zuvor von den eigenen Truppen abgesetzt. Über die so genannten Rattenlinien gelangten einige hundert Angehörige der Ustascha nach Italien und verschifften sich in Richtung Argentinien, USA, Kanada und Spanien. Pavelić selbst erreichte 1947 Argentinien und lebte bis kurz vor seinem Tod Ende der fünfziger Jahre in Buenos Aires, wo er als Sicherheitsberater des argentinischen Diktators Juan Perón fungierte. Dort bildete er eine „Exilregierung“, die jedoch von keinem Staat anerkannt wurde. Aufgrund von persönlichen und politischen Rivalitäten spaltete sie sich in mehrere Gruppierungen, die jeweils einen Alleinvertretungsanspruch für sich erhoben.
Viele im Ausland lebende Ustascha-Angehörige wurden von serbischen militanten Gruppen durch Selbstjustiz und vom jugoslawischen Geheimdienst UDB-a Uprava državne bezbednosti durch gezielte Liquidierungen getötet. Auch in Deutschland verübten Ustascha-nahe Exilkroaten und Exilserben sowie der UDB-a gegenseitig aneinander zahlreiche Anschläge, die in den siebziger Jahren zu einiger Medienresonanz führten.

## Ustascha-Renaissance während der Tuđman-Ära

An die Ustascha-Symbolik angelehntes Logo der kroatischen HOS-Einheiten im Kroatien- und Bosnienkrieg. Im Logo die faschistische Ustascha-Grußformel „Za dom spremni“ („Für die Heimat bereit“).

Ab 1990 erfuhr die Ustascha-Ideologie und -Symbolik unter Franjo Tuđman eine Rehabilitierung. Das Wiederaufkommen von Symbolen der faschistischen Ustascha-Zeit sowie deren öffentliche Zurschaustellung wurden gefördert. Frühere Ustascha wurden zurück ins Land geholt oder ihnen hohe politische Ämter angeboten. Kroatische Militärränge wurden nach den zuletzt in der NDH geltenden Bezeichnung und einzelne Militäreinheiten nach Ustascha-Legionären benannt. Straßen wurden nach Ustascha-Funktionären umbenannt und knapp 3000 Mahn- und Denkmäler für den antifaschistischen Kampf und die ermordeten Opfer beschädigt oder zerstört. Kroatische Frontkämpfer und Kriegsfreiwillige schmückten sich in Dalmatien, Slawonien und Bosnien mit dem „U“-Zeichen, grüßten einander mit der Ustascha-Formel „Za dom spremni!“ (Für die Heimat bereit!) und sangen Ustascha-Lieder. Aus diesen Kreisen stammte auch Tuđmans scharfmachender Verteidigungsminister Gojko Šušak. Im Jahr 1990 erklärte Tuđman auf dem ersten Parteitag seiner Regierungspartei HDZ, dass der faschistische Marionettenstaat von Pavelić auch ein „Ausdruck des Strebens des kroatischen Volkes nach Unabhängigkeit und Souveränität“ gewesen sei.
Die Angst vor einem neuen Ustascha-Regime wurde auf diese Weise unter der serbischen Minderheit in Kroatien bewusst geschürt und trug wesentlich zur Eskalation des Konflikts um das serbisch-kroatische Grenzgebiet Krajina bei. Ebenfalls wurde in den serbischen Medien die Angst vor einem neuen Ustascha-Regime bewusst für Propagandazwecke genutzt, um die ethnischen Spannungen weiter anzuheizen.
Auch nach den Jugoslawienkriegen gab es immer wieder Skandale prominenter Kroaten, die öffentlich den Ustascha-Gruß oder Ustascha-Symbole zeigten. In den Stadien Kroatiens wird regelmäßig der Ustascha-Gruß zelebriert. Zu einem Konzert der umstrittenen kroatischen Rockband Thompson in Zagreb erschienen Fans der Band teils in schwarzer Kleidung und anderen Symbolen der „Schwarzen Legion“ der Ustascha und skandieren dabei häufig den Gruß. 2015 schlug der kroatische Erzbischof Želimir Puljić ein Referendum für die Legalisierung des Ustascha-Grußes innerhalb des Militärs vor.

### Monographien
- Goran Miljan: Croatia and the Rise of Fascism : The Youth Movement and the Ustasha During WWII (= Library of World War II Studies). Bloomsbury Publishing, 2018, ISBN 978-1-83860-829-3 (Geschichte der Ustascha-Jugend).
- Martina Bitunjac: Verwicklung. Beteiligung. Unrecht. Frauen und die Ustaša-Bewegung. Duncker & Humblot, Berlin 2018, ISBN 978-3-428-15338-1.
- Rob McCormick: Croatia Under Ante Pavelic. America, the Ustase and Croatian Genocide. I. B. Tauris, 2014.
- Alexander Korb: Im Schatten des Weltkriegs : Massengewalt der Ustaša gegen Serben, Juden und Roma in Kroatien 1941–1945. Hamburger Edition, Hamburg 2013, ISBN 978-3-86854-259-2.
- Rory Yeomans: Visions of Annihilation. The Ustasha Regime and the Cultural Politics of Fascism, 1941–1945. Pitt Russian East European, 2013.
- Radu Harald Dinu: Faschismus, Religion und Gewalt in Südosteuropa. Die Legion Erzengel Michael und die Ustaša im historischen Vergleich. Harrassowitz, Wiesbaden 2013, ISBN 978-3-447-10002-1.
- Marko Attila Hoare: The Ustasha Genocide. In: The South Slav Journal. Band 25, Nr. 1–2 (95–96), 2004, S. 29–38.
- Irina Ognyanova: Nationalism and National Policy in Independent State of Croatia (1941–1945). In: Dorothy Rogers, Joshua Wheeler, Marína Zavacká, Shawna Casebier (Hrsg.): Topics in Feminism, History and Philosophy (= IWM Junior Visiting Fellows Conferences. Band 6). IWM, Wien 2000 (iwm.at [PDF]).
- Petar Požar (Hrsg.): USTAŠA : dokumenti o ustaškom pokretu (= Biblioteka Memoria. Band 1). Zagrebačka stvarnost, Zagreb 1995, ISBN 953-192-013-3 (Dokumentensammlung).
- Mario Jareb: Ustaško-domobranski pokret : od nastanka do travnja 1941. godine. [Die Ustascha-Domombranen-Bewegung: von der Gründung bis zum April des Jahres 1941]. Školska knjiga d.d., Zagreb 2006, ISBN 953-060817-9 (kroatisch).
- Fikreta Jelić-Butić: Prilog proučavanju djelatnosti ustaša do 1941. In: Časopis za suvremenu povijest. Band 1, Nr. 1–2, 1969, S. 55–90 (kroatisch, srce.hr).
- Ladislaus Hory, Martin Broszat: Der kroatische Ustascha-Staat 1941–1945. 2. Auflage, Deutsche Verlags-Anstalt, Stuttgart 1965.

### Weiterführende Literatur
- Slavko Goldstein: 1941 – Das Jahr, das nicht vergeht. Die Saat des Hasses auf dem Balkan. Frankfurt am Main/Berlin 2018, ISBN 978-3100025371.